# 15. korpus (NOVJ)
15. korpus je bil partizanski korpus, ki je deloval kot del NOV in POJ v Jugoslaviji med drugo svetovno vojno.
Korpus je bil ustanovljen oktobra 1944.

## Sestava
- 41. divizija
- 48. divizija
- 49. divizija